# Chất lưỡng phần

Phospholipids có đặc tính lưỡng phần

Chất lưỡng phần (chất lưỡng vùng, tiếng Anh: amphiphile, từ tiếng Hy Lạp: αμφις, amphis: cả hai và φιλíα, philia: tình yêu, tình bạn) là một hợp chất hóa học có cả tính chất ưa nước (phân cực) và ưa mỡ hay kị nước. Một hợp chất như vậy được gọi là có tính lưỡng phần hay amphiphilic. Đây là cơ sở cho một số lĩnh vực nghiên cứu về hóa học và hóa sinh, đặc biệt là tính đa hình lipid. Các hợp chất hữu cơ có chứa các nhóm ưa nước ở cả hai đầu của một hình cầu phân tử (khi chúng tụ lại) thì được gọi là bolaamphiphilic. Các chất lưỡng phần phổ biến là xà phòng, chất tẩy rửa và lipoprotein.

## Vai trò sinh học

Ta có thể thấy cách phospholipid xếp thành màng. Chúng hướng phần ưa nước (màu trắng) ra ngoài (môi trường nước) trong khi hướng đuôi kỵ nước (màu vàng) vào trong.

Phospholipid, một loại phân tử lưỡng phần, là thành phần chính của các màng sinh học. Bản chất lưỡng phần của các phân tử này xác định cách thức chúng tạo thành màng. Phospholipid đã sắp xếp để tạo thành một lớp lipid kép, chúng hướng các nhóm phân cực của chúng ra với môi trường nước xung quanh, và lại hướng các chuỗi kị nước của chúng quay vào bên trong của lớp kép, tạo nên một vùng không phân cực giữa hai đầu phân cực.
Mặc dù phospholipid là thành phần chính của các màng sinh học, vẫn còn các thành phần khác, chẳng hạn như cholesterol và glycolipid, cũng có mặt trong các cấu trúc này và làm cho các loại màng này có các đặc tính vật lý và sinh học khác nhau.
Nhiều hợp chất lưỡng phần khác, như pepducin, có thể tương tác mạnh với màng sinh học bằng cách chèn phần kỵ nước vào màng lipid, trong khi để phần ưa nước tiếp xúc với môi trường nước xung quanh, thay đổi hành vi vật lý của màng và đôi khi làm gián đoạn chúng.
Các peptide kháng khuẩn là dạng phân tử khác của phân tử lưỡng phần, một phân tích dữ liệu lớn cho thấy rằng tính lưỡng phần có thể phân biệt tốt nhất giữa AMP khi có và không có hoạt tính chống vi khuẩn gram âm. Sự lưỡng phần càng cao, thì AMP càng có cơ hội để sở hữu hoạt tính kép kháng khuẩn và kháng nấm.